# Faune A. Chambers

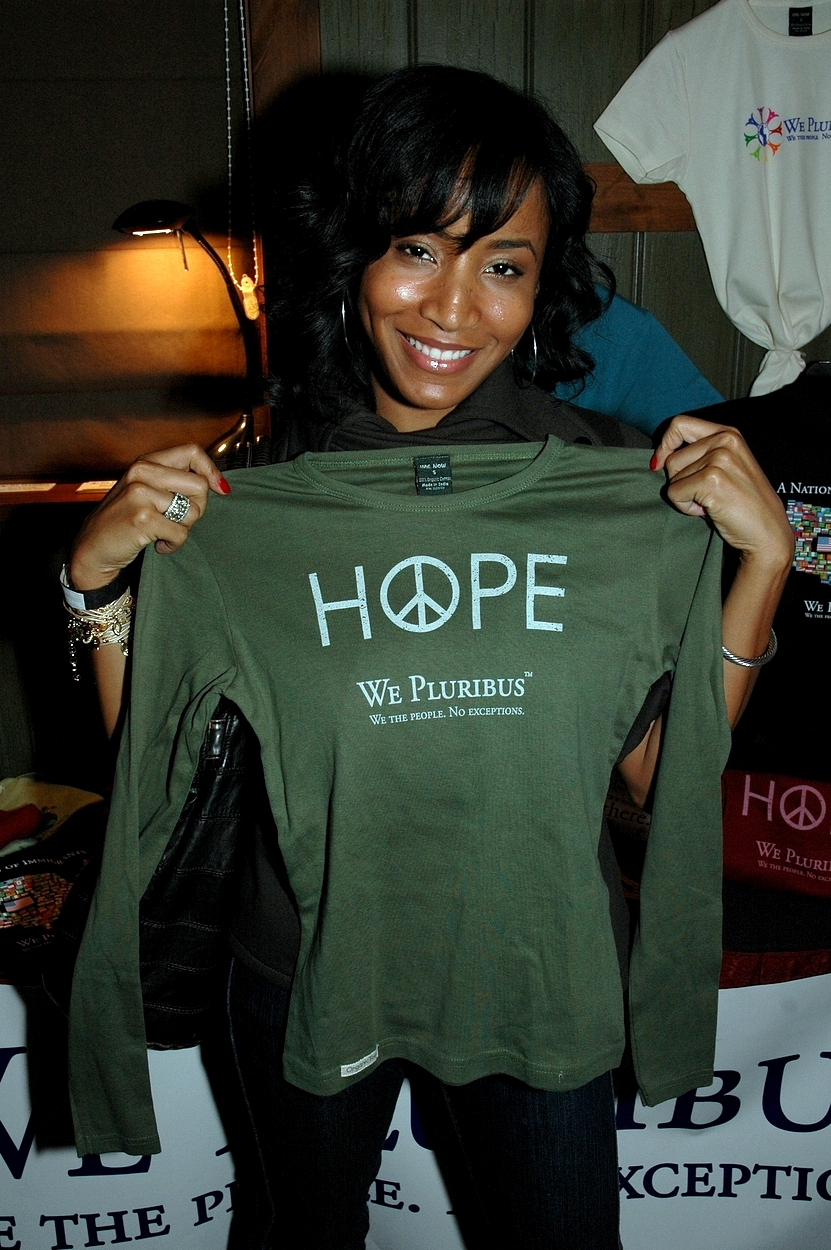
Faune Alecia Chambers, 2008

Faune Alecia Chambers (23 de setembro de 1976) é uma atriz, modelo, empresária, produtora, designer, estilista americana.

## Biografia
Chambers nasceu na Flórida e começou a dançar quando ela tinha apenas três anos. Sua família se mudou para Virgínia, quando ela tinha nove anos, onde participou em vários tipos de dança e competições de ginástica. Onde estudou com e era um membro da Atrium Companhia de Dança, dirigido por Christine Grogis. Mais tarde mudou-se para Atlanta, Geórgia, onde participou Chambers North Atlanta High School e onde ela continuou seus estudos de dança no estúdio Warners (de propriedade da mãe de bem conhecida dançarina Lorey Warner). Após a formatura, escritório, inicialmente foi para Spelman College, com esperanças de uma carreira na medicina, mas depois de um teste bem sucedido de "príncipe", ela acabou se mudando para Los Angeles para perseguir uma interpretação e dança carreira.

## Vida pessoal
Chambers é a namorada de Fonzworth Bentley, ex-assistente pessoal de Diddy e apresentador do MTV From G's to Gents.

## Carreira
Chambers é conhecido por seus papéis nos filmes Epic Movie (2007) e White Chicks (2004). She has also been featured in Austin Powers in Goldmember (2002), Breakin' All the Rules (2004), Bring It On Again (2004) and The Cutting Edge: Going for the Gold (2006). Ela também tem sido destaque em Austin Powers in Goldmember (2002), Breakin 'All the Rules (2004), Bring It On Again (2004) e The Edge Cutting: Going for the Gold (2006). Her television appearances include Las Vegas, All of Us, The Game, Eve, and Psych . Seus créditos televisivos incluem Las Vegas, All of Us, The Game, Eva, e Psych. She is also featured on Ne-Yo 's video " Mad ". Ela também é destaque na Ne-Yo 's video "Mad".

## Filmografia
| Ano  | Título                              | Título em português               | Personagem    | Notas        |
| ---- | ----------------------------------- | --------------------------------- | ------------- | ------------ |
| 2004 | Bring It On: Again                  | As Apimentadas: Mandando Ver      | Monica        |              |
| 2004 | White Chicks                        | As Branquelas                     | Gina Copeland |              |
| 2007 | Epic Movie                          | Deu a louca em Hollywood          | Susan         | Protagonista |
| 2008 | Show Stoppers                       |                                   | Destiny       | Protagonista |
| 2008 | The Curious Case of Benjamin Button | O curioso caso de Benjamin Button |               |              |